# Myristica schleinitzii
Myristica schleinitzii är en tvåhjärtbladig växtart som beskrevs av Adolf Engler. Myristica schleinitzii ingår i släktet Myristica och familjen Myristicaceae. Inga underarter finns listade i Catalogue of Life.